# John Ford

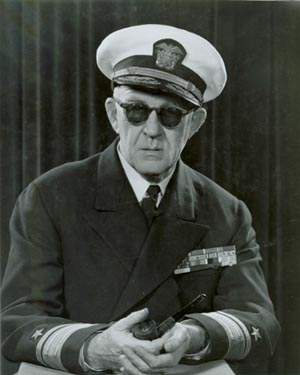
Kontradmirał John Ford (1952)

John Ford, właśc. John Martin Feeney (ur. 1 lutego 1894 w Cape Elizabeth w stanie Maine, zm. 31 sierpnia 1973 w Palm Desert) – amerykański reżyser twórca westernów takich jak Dyliżans i Poszukiwacze oraz adaptacji amerykańskich powieści – Grona gniewu i Na tytoniowym szlaku. Czterokrotnie nagrodzony nagrodą Akademii Filmowej dla najlepszego reżysera. Zrealizował także dwa oscarowe filmy dokumentalne wyprodukowane przez US Navy, w której służył w latach 1942–1945. Wziął udział w bitwie pod Midway. Służbę w marynarce wojennej zakończył w stopniu komandora porucznika, jako oficer rezerwy został awansowany do rangi kontradmirała.

## Reżyser
- 1919 Rustlers
- 1919 Marked Men
- 1920 Just Pals
- 1921 Action
- 1921 The Big Punch
- 1921 Jackie
- 1922 Silver Wings
- 1924 Żelazny koń (The Iron Horse)
- 1925 The Fighting Heart
- 1926 Błękitny anioł (The Blue Eagle)
- 1926 Trzech złych ludzi (3 Bad Men)
- 1927 Pod prąd (Upstream)
- 1928 Mother Machree
- 1928 Hangman’s House
- 1928  Four Sons
- 1929 Salute
- 1929 The Black Watch
- 1930 W górze rzeki (Up the River)
- 1930 Born Reckless
- 1931 Arrowsmith
- 1932 Airmail
- 1932 Flesh
- 1933 Doctor Bull
- 1933 Pligrimage
- 1934 The World Moves On
- 1934 Patrol na pustyni (The Lost Patrol)
- 1934 Sędzia Priest (Judge Priest)
- 1935 Potępieniec (The Informer)
- 1935 Steamboat Round the Bend
- 1935 Całe miasto o tym mówi (The Whole Town's Talking)
- 1936 Więzień na wyspie rekinów (The Prisoner of Shark Island)
- 1936 Mary Stuart (Mary of Scotland)
- 1937 Strzelec z Bengalu (Wee Willie Winkie)
- 1937 Huragan (The Hurricane)
- 1938 Four Men and a Prayer
- 1938 The Adventures of Marco Polo
- 1938 Submarine Patrol
- 1939 Młodość Lincolna (Young Mr. Lincoln)
- 1939 Bębny nad Mohawkiem (Drums Along the Mohawk)
- 1939 Dyliżans (Stagecoach)
- 1940 Grona gniewu (The Grapes of Wrath)
- 1940 Długa podróż do domu (The Long Voyage Home)
- 1941 Zielona dolina (How Green Was My Valley)
- 1941 Na tytoniowym szlaku (Tobacco Road)
- 1942 Bitwa o Midway (The Battle of Midway) – film dokumentalny
- 1943 7 grudnia (December 7th) – film dokumentalny
- 1945 Ci, których przewidziano na straty (They Were Expendable)
- 1946 Miasto bezprawia (My Darling Clementine)
- 1947 Uciekinier (The Fugitive)
- 1948 Trzej ojcowie chrzestni (3 Godfathers)
- 1948 Fort Apache
- 1949 Pinky
- 1949 Nosiła żółtą wstążkę (She Wore a Yellow Ribbon)
- 1950 Droga do San Juan (Wagon Master)
- 1950 Rio Grande
- 1950 When Willie Comes Marching Home
- 1952 Spokojny człowiek (The Quiet Man)
- 1952 What Price Glory
- 1953 Słońce świeci jasno (The Sun Shines Bright)
- 1953 Mogambo
- 1955 Rookie of the Year
- 1955–1956 Screen Directors Playhouse
- 1955 Mister Roberts
- 1955 The Long Gray Line
- 1956 Poszukiwacze (The Searchers)
- 1957–1965 Wagon Train
- 1957 The Rising of the Moon
- 1957 Skrzydła orłów (The Wings of Eagles)
- 1958 Gideon's Day
- 1957 The Last Hurrah
- 1959 Konnica (The Horse Soldiers)
- 1960 Sierżant Rutledge (Sergeant Rutledge)
- 1961 Dwaj jeźdźcy (Two Rode Together)
- 1961–1963 Alcoa Premiere
- 1962 Jak zdobywano Dziki Zachód (How the West Was Won)
- 1962 Człowiek, który zabił Liberty Valance’a[2]
- 1963 Rafa Donovana (Donovan's Reef)
- 1964 Jesień Czejenów (Cheyenne Autumn)
- 1965 Young Cassidy
- 1966 Siedem kobiet (7 Women)
- 1971 Vietnam! Vietnam!

## Scenarzysta
- 1921 The Big Punch
- 1930 W górze rzeki (Up the River)
- 1942 The Battle of Midway
- 1950 Droga do San Juan (Wagon Master)

## Nagrody Akademii Filmowej
- 1936 Najlepszy reżyser Potępieniec
- 1941 Grona gniewu
- 1942 Zielona dolina
- 1943 Najlepszy film dokumentalny The Battle of Midway
- 1944 December 7th
- 1953 Spokojny człowiek

## Nagrody na MFF w Wenecji
- 1934 The World Moves On wyróżnienie specjalne
- 1936 Mary Stuart
- 1952 Nagroda Katolickiego Biura Filmowego:  Spokojny człowiek
- 1971 Honorowy Złoty Lew za całokształt twórczości

## Przypisy

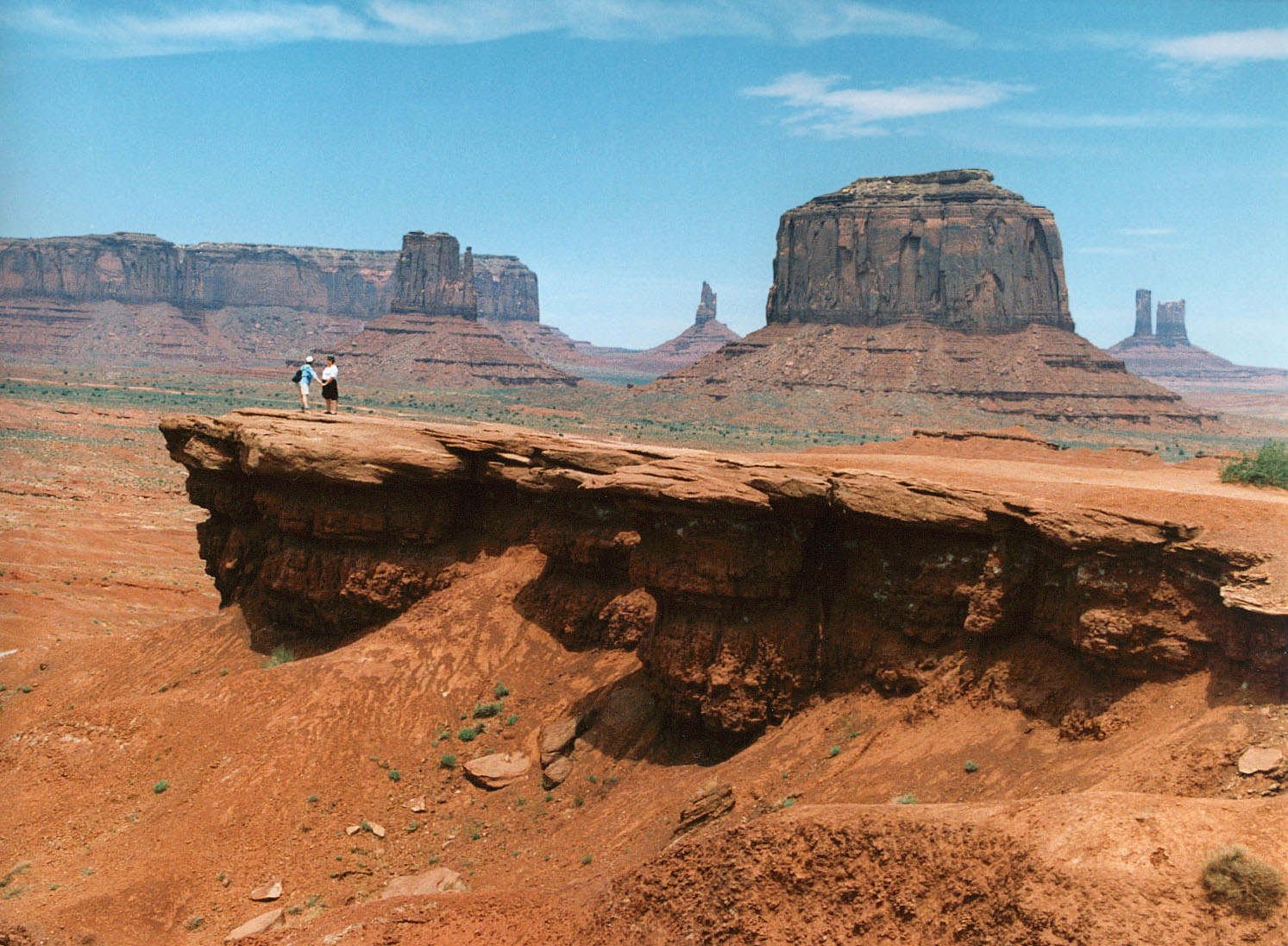
John Ford’s Point w Monument Valley